# Victor-Joseph François
Victor-Joseph François (né à Lille le 28 janvier 1790 et mort en février 1868) est un médecin belge, professeur à l'université catholique de Louvain.

## Biographie
Originaire du nord de la France, Victor François accomplit ses études de médecine à la faculté de médecine de Paris où il travaille comme préparateur de Thénard et accompagne le botaniste Antoine-Laurent de Jussieu en herborisation.
Fin 1813, quelques mois après avoir obtenu le titre de médecin, il commence sa carrière comme médecin à la prison militaire de Mons, à l'époque dans le département français de Jemmapes, où affluent les blessés des guerres napoléoniennes. L'année suivante, il se trouve confronté à une épidémie de typhus exanthématique.
Naturalisé belge sous le gouvernement hollandais, il devient secrétaire puis président de la commission médicale du Hainaut. Il soutient la révolution belge en 1830 et organise la garde bourgeoise à Mons. En 1832, il fait face à une grave épidémie de choléra dans la ville de Mons. Il est l'un des fondateurs de l'une des plus anciennes sociétés scientifiques belges, la Société des sciences, des arts et des lettres du Hainaut  créée en 1833, et en 1841, il figure parmi les fondateurs de l'Académie royale de médecine de Belgique.
De 1838 à son décès en 1868, à l'âge de 78 ans, il enseigne à l'université de Louvain où il est titulaire de la chaire de pathologie interne et de médecine légale et doyen de la faculté de médecine.

## Publications
liste non exhaustive
- Essai sur les gangrènes spontanées, Mons, 1832 (travail couronné en 1830 par la Société royale de médecine de Bordeaux)
- « Note sur l'immunité des houilleurs pour la phtysie pulmonaire », dans : Bulletin de l'académie royale de médecine de Belqique, tome XVI, 1e série, p. 555 & seq.
- « Note sur l'anémie des houilleurs », dans : Bulletin de l'académie royale de médecine de Belqique, tome IV, 2e série, no 6